# Itoplectis niobe
Itoplectis niobe là một loài tò vò trong họ Ichneumonidae.